# AEC Mk III
La AEC Armoured Car era una autoblindo pesante prodotta durante la seconda guerra mondiale in Gran Bretagna dalla Associated Equipment Company.

## Storia
La AEC era una Casa produttrice di telai per camion e autobus. Per le forze armate britanniche aveva realizzato l'AEC Matador, che veniva utilizzato nel traino di alcuni cannoni campali e contraerei. Utilizzando il telaio di questo veicolo venne realizzata la Armoured Car. Inizialmente il progetto nacque come una iniziativa privata della ditta. La AEC voleva realizzare un veicolo che per protezione e potere di fuoco fosse paragonabile ai carri armati dell'epoca.
La AEC Armoured Car venne ufficialmente presentata nel 1941 durante la parata delle Horse Guard che si svolgeva a Londra. Il progetto suscitò l'interesse anche dell'allora primo ministro Winston Churchill.
La prima versione del veicolo, Mk. I, era dotata della torretta del carro Mk III Valentine. L'armamento in questo caso era costituito dal cannone QF 2 Pounder (40 mm). La versione Mk. II invece venne dotata del cannone QF 6 Pounder (57 mm). Sull'ultima versione prodotta, Mk. III, venne adottato il cannone da 75 mm. Inoltre il mezzo disponeva di due mitragliatrici, lanciafumogeni e di un apparato radio del tipo N° 11 o N° 19.

## Impiego
La Mk. I venne utilizzata per la prima volta in Nordafrica. Su alcune autoblindo operanti su questo fronte venne montata la torretta del carro Mk VI Crusader. Le versioni successive operarono, con unità britanniche e indiane, in Italia e nella campagna dell'Europa occidentale, spesso affiancate alla T17 Staghound.
Dopo la fine del conflitto la AEC Armoured Car rimase in servizio fino a che non venne sostituita dall'entrata in servizio della Alvis Saladin.
L'esercito libanese la mantenne in servizio fino al 1976.

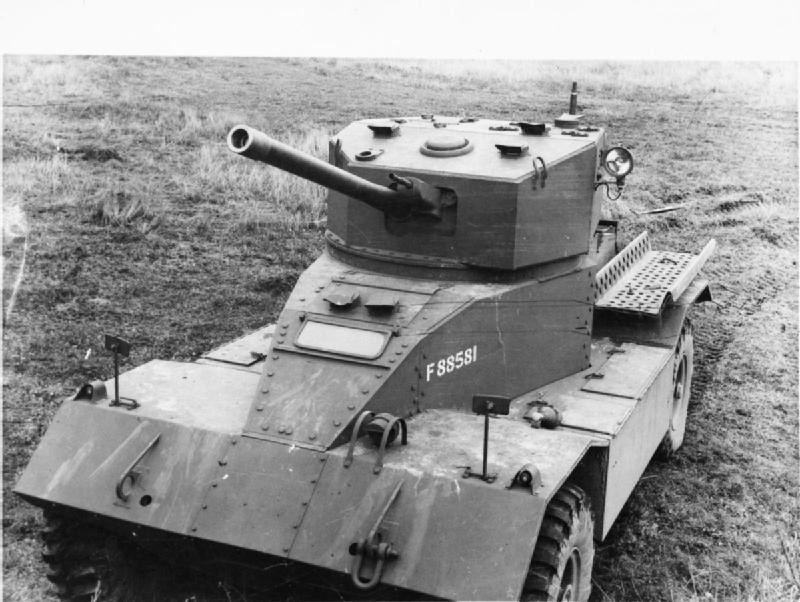
la versione Mk 2 con cannone da 57mm: notare lo scafo, alto e stretto, caratteristico delle AEC

## Versioni

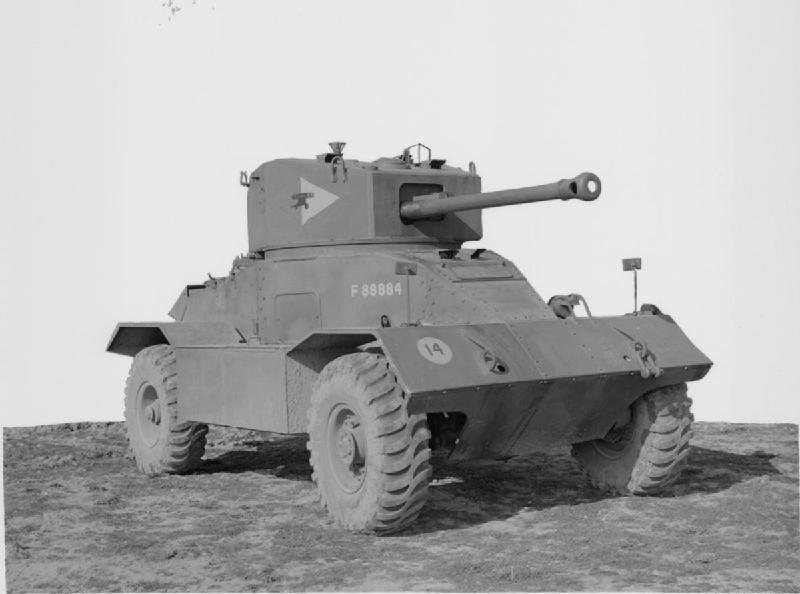
La version Mk III, con cannone da 75mm, e la torretta praticamente uguale a quella dei carri medi inglesi come il Valentine

- Mk. I: Versione dotata di torretta del carro Valentine Mk. II e motore AEC 195. Prodotta in 129 esemplari
- MK. II:Versione dotata del cannone QF 6 Pounder (57 mm), motore AEC 197 da 158 hp e con la parte frontale ridisegnata
- Mk. III: Versione pensata per il supporto ravvicinato. In pratica una Mk. II dotata del cannone da 75 mm.
- AA: Versione contraerea mai prodotta. Era dotata della torretta del carro armato Crusader armata con una coppia di cannoni Oerlikon che potevano essere elevati quasi fino alla verticale.[4]